# Gregor Zabret
Gregor Zabret (Ljubljana, 18 augustus 1995) is een Sloveens voetballer die als doelman speelt. Hij verruilde in 2013 NK Domžale voor Swansea City.

## Clubcarrière
Zabret speelde in de jeugd voor NK Domžale en Interblock. Hij debuteerde voor NK Domžale op 26 november 2011 tegen NK Celje. In totaal speelde hij veertien competitiewedstrijden voor NK Domžale. Op 2 juli 2013 tekende hij een tweejarig contract bij Swansea City. Hij ging daar fungeren als derde doelman achter de Nederlander Michel Vorm en de Duitser Gerhard Tremmel.

## Interlandcarrière
Zabret kwam uit voor diverse Sloveense nationale jeugdelftallen. Hij debuteerde in 2013 in Slovenië -19.
1 Fisher ·
2 Key ·
3 Pedersen ·
4 Fulton ·
5 Cabango ·
6 Darling ·
7 Allen ·
8 Grimes  ·
9 Vipotnik ·
10 Eom ·
11 Ginnelly ·
14 Tymon ·
17 Franco ·
19 Bianchini ·
20 Cullen ·
21 Tjoe-A-On ·
22 Vigouroux ·
23 Christie ·
25 Peart-Harris ·
26 Naughton ·
29 Broome ·
30 Ashby ·
31 Cooper ·
32 Abbey ·
33 McLaughlin ·
35 Ronald ·
37 Govea ·
41 Parker ·
47 Abdulai ·
Coach: Williams